# 세계 포켓볼 당구 협회

세계 포켓볼 당구 협회(World Pool-Billiard Association, WPA)는 포켓볼 당구 종목을 관할하는 국제 스포츠 행정 기구이다.

## 회원국
| 국가                  | 협회                                 | 코드 | 대륙       | 설립   | 가맹 | 비고 |
| --------------------- | ------------------------------------ | ---- | ---------- | ------ | ---- | ---- |
| 과테말라              | 과테말라 국가 당구 협회              | GUA  | 남아메리카 |        |      |      |
| 그리스                | 그리스 포켓볼 당구 연맹              | GRE  | 유럽       |        |      |      |
| 니카라과              | 니카라과 당구 연맹                   | NCA  | 남아메리카 |        |      |      |
| 네덜란드              | 네덜란드 왕립 당구 협회              | NED  | 유럽       |        |      |      |
| 노르웨이              | 노르웨이 당구 협회                   | NOR  | 유럽       |        |      |      |
| 뉴질랜드              | 뉴질랜드 포켓볼 협회                 | NZL  | 오세아니아 |        |      |      |
| 대한민국              | 대한당구연맹                         | KOR  | 아시아     | 1981년 |      |      |
| 덴마크                | 덴마크 당구 연맹                     | DEN  | 유럽       |        |      |      |
| 도미니카 공화국       | 도미니카 당구 연맹                   | DOM  | 남아메리카 |        |      |      |
| 독일                  | 독일 당구 연맹                       | GER  | 유럽       |        |      |      |
| 라트비아              | 라트비아 공화국 당구 연맹            | LAT  | 유럽       |        |      |      |
| 러시아                | 러시아 당구 연맹                     | RUS  | 유럽       |        |      |      |
| 룩셈부르크            | 룩셈부르크 아마추어 당구 연맹        | LUX  | 유럽       |        |      |      |
| 리투아니아            | 리투아니아 포켓볼 연맹               | LTU  | 유럽       |        |      |      |
| 리히텐슈타인          | 리히텐슈타인 공국 당구 협회          | LIE  | 유럽       |        |      |      |
| 마카오                | 마카오 당구 협회                     | MAC  | 아시아     |        |      |      |
| 말레이시아            | 말레이시아 스누커 당구 연맹          | MAS  | 아시아     |        |      |      |
| 멕시코                | 멕시코 당구 연맹                     | MEX  | 남아메리카 |        |      |      |
| 몰디브                | 몰디브 포켓볼 당구 협회              | MDV  | 아시아     |        |      |      |
| 미국                  | 아메리카 당구 평의회                 | USA  | 북아메리카 |        |      |      |
| 방글라데시            | 방글라데시 당구 스누커 연맹          | BAN  | 아시아     |        |      |      |
| 베네수엘라            | 베네수엘라 당구 연맹                 | VEN  | 남아메리카 |        |      |      |
| 베트남                | 베트남 당구 스누커 연맹              | VIE  | 아시아     |        |      |      |
| 벨기에                | 벨기에 포켓볼 당구 연맹              | BEL  | 유럽       |        |      |      |
| 벨라루스              | 벨라루스 당구 협회                   | BLR  | 유럽       |        |      |      |
| 보네르                | 보네르 당구 연맹                     |      | 남아메리카 |        |      |      |
| 보스니아 헤르체고비나 | 보스니아 헤르체고비나 당구 연맹      | BIH  | 유럽       |        |      |      |
| 볼리비아              | 볼리비아 당구 연맹                   | BOL  | 남아메리카 |        |      |      |
| 북키프로스            | 북키프로스 당구 연맹                 |      | 유럽       |        |      |      |
| 불가리아              | 불가리아 국가 당구 연맹              | BUL  | 유럽       |        |      |      |
| 브루나이              | 브루나이 다루살람 당구 협회          | BRU  | 아시아     |        |      |      |
| 사우디아라비아        | 사우디아라비아 당구 스누커 연맹      | KSA  | 아시아     |        |      |      |
| 세르비아              | 세르비아 당구 협회                   | SER  | 유럽       |        |      |      |
| 스웨덴                | 스웨덴 당구 연맹                     | SWE  | 유럽       |        |      |      |
| 스위스                | 스위스 포켓볼 연맹                   | SUI  | 유럽       |        |      |      |
| 스페인                | 스페인 왕립 당구 연맹                | ESP  | 유럽       |        |      |      |
| 슬로바키아            | 슬로바키아 당구 연맹                 | SVK  | 유럽       |        |      |      |
| 슬로베니아            | 슬로베니아 포켓볼 당구 스누커 연맹   | SLO  | 유럽       |        |      |      |
| 싱가포르              | 싱가포르 당구 연맹                   | SGP  | 아시아     |        |      |      |
| 아랍에미리트          | 아랍에미리트 당구 스누커 협회        | UAE  | 아시아     |        |      |      |
| 아루바                | 아루바 당구 연맹                     | ARU  | 남아메리카 |        |      |      |
| 아르헨티나            | 아르헨티나 당구 연맹                 | ARG  | 남아메리카 |        |      |      |
| 알바니아              | 알바니아 포켓볼 당구 스누커 연맹     | ALB  | 유럽       |        |      |      |
| 에스토니아            | 에스토니아 당구 협회                 | EST  | 유럽       |        |      |      |
| 에콰도르              | 에콰도르 당구 연맹                   | ECU  | 남아메리카 |        |      |      |
| 영국                  | 영국 포켓볼 연맹                     | GBR  | 유럽       |        |      |      |
| 오스트레일리아        | 오스트레일리아 포켓볼 당구 선수 연맹 | AUS  | 오세아니아 |        |      |      |
| 오스트리아            | 오스트리아 포켓볼 당구 협회          | AUT  | 유럽       |        |      |      |
| 우루과이              | 우루과이 당구 연맹                   | URU  | 남아메리카 |        |      |      |
| 우크라이나            | 우크라이나 당구 연맹                 | UKR  | 유럽       |        |      |      |
| 이탈리아              | 이탈리아 당구 연맹                   | ITA  | 유럽       |        |      |      |
| 이란                  | 이란 이슬람 공화국 볼링 당구 불 연맹 | IRI  | 아시아     |        |      |      |
| 인도                  | 인도 당구 스누커 연맹                | IND  | 아시아     |        |      |      |
| 인도네시아            | 인도네시아 당구 협회                 | INA  | 아시아     |        |      |      |
| 일본                  | 일본 프로 포켓볼 당구 협회           | JPN  | 아시아     |        |      |      |
| 조지아                | 조지아 국가 당구 연맹                | GEO  | 유럽       |        |      |      |
| 중화 타이베이         | 중화 타이베이 당구 연맹              | TPE  | 아시아     |        |      |      |
| 중화인민공화국        | 중국 당구 스누커 협회                | CHN  | 아시아     |        |      |      |
| 체코                  | 체코 당구 연맹                       | CZE  | 유럽       |        |      |      |
| 칠레                  | 칠레 포켓볼 경기 연맹                | CHI  | 남아메리카 |        |      |      |
| 카타르                | 카타르 당구 스누커 연맹              | QAT  | 아시아     |        |      |      |
| 캐나다                | 캐나다 당구 스누커 협회              | CAN  | 북아메리카 |        |      |      |
| 코스타리카            | 코스타리카 당구 연맹                 | CRC  | 남아메리카 |        |      |      |
| 콜롬비아              | 콜롬비아 당구 연맹                   | COL  | 남아메리카 |        |      |      |
| 퀴라소                | 퀴라소 당구 연맹                     |      | 남아메리카 |        |      |      |
| 크로아티아            | 크로아티아 당구 협회                 | CRO  | 유럽       |        |      |      |
| 키프로스              | 키프로스 포켓볼 당구 연맹            | CYP  | 유럽       |        |      |      |
| 타히티                | 타히티 당구 연맹                     |      | 오세아니아 |        |      |      |
| 태국                  | 태국 당구 협회                       | THA  | 아시아     |        |      |      |
| 튀르키예              | 튀르키예 당구 연맹                   | TUR  | 유럽       |        |      |      |
| 파나마                | 파나마 당구 연맹                     | PAN  | 남아메리카 |        |      |      |
| 파키스탄              | 파키스탄 포켓볼 당구 협회            | PAK  | 아시아     |        |      |      |
| 페루                  | 페루 당구 연맹                       | PER  | 남아메리카 |        |      |      |
| 포르투갈              | 포르투갈 당구 연맹                   | POR  | 유럽       |        |      |      |
| 폴란드                | 폴란드 당구 협회                     | POL  | 유럽       |        |      |      |
| 프랑스                | 프랑스 당구 연맹                     | FRA  | 유럽       |        |      |      |
| 핀란드                | 핀란드 당구 연맹                     | FIN  | 유럽       |        |      |      |
| 필리핀                | 필리핀 당구 연맹                     | PHI  | 아시아     |        |      |      |
| 헝가리                | 헝가리 당구 연맹                     | HUN  | 유럽       |        |      |      |
| 홍콩                  | 홍콩 당구 스누커 평의회              | HKG  | 아시아     |        |      |      |

## 참고 문헌
- “World Pool-Billiard Association (WPA)”. 세계 당구 연맹.
- “CONTINENTAL MEMBERS”. 세계 당구 연맹.
- “세계 포켓볼 당구 협회”. 국제 협회 연합.

## 같이 보기
- 포켓볼
- 세계 당구 연맹